# ナーディル・シャーのムガル帝国侵攻
ナーディル・シャーのムガル帝国侵攻（ナーディル・シャーのムガルていこくしんこう、英語：Nadir Shah's invasion of the Mughal Empire）は、イランのアフシャール朝君主ナーディル・シャーが、北インドのムガル帝国へ侵攻した遠征戦争。この戦争はイラン側の大勝利に終わり、カルナールの戦いでムガル帝国軍を打ち破ったばかりか、帝都デリーを占拠し、同地を略奪・破壊した。

## 侵攻に至る経緯

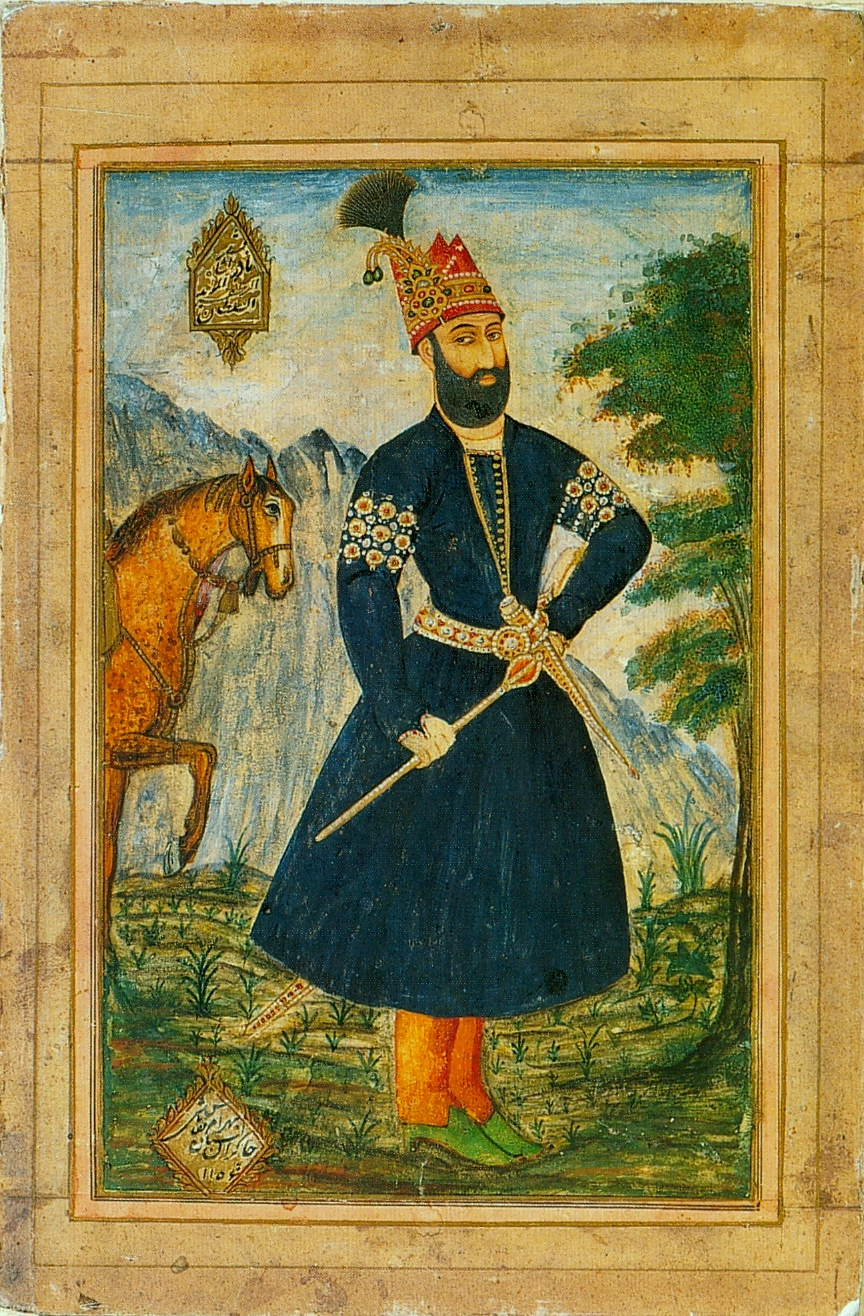
ナーディル・シャー

18世紀初頭、ムガル帝国が衰退に入ったとき、イランを支配していたサファヴィー朝は、それより前の17世紀のアッバース1世の死後から衰退に入っていた。
アッバース1世の死後、サファヴィー朝では無能な王が続き、宮廷の内部争いなどで王国は乱れ、アゼルバイジャンとバグダード、タブリーズを含む南イラクはオスマン帝国に奪い返された。さらに、17世紀末、サファヴィー朝支配下のアフガニスタンではアフガン系民族の反乱が起こり、アフガン系ギルザイ族の反乱は深刻で、1722年には王朝の首都イスファハーンが占領された。
そのころ、1720年代からテュルク系アフシャール族のナーディル・クリー・ベグ（のちのナーディル・ハーン）という人物が頭角をあらわした。この人物は盗賊の首領であったが、サファヴィー朝の混乱に乗じ各地を制圧して力をつけ、カズヴィーンへ亡命していたサファヴィー朝の王タフマースプ2世と組み、1729年にイスファハーンを奪還した。
その後、1730年までにナーディル・ハーンはイランからギルザイ族を駆逐してアフガニスタン方面へと追いやった。ムガル帝国のムハンマド・シャーに対しては、ギルザイ族がイランに侵入せぬようにアフガニスタンを統治することを要請しているが、衰退している帝国にそのような力はなかった。
1732年、サファヴィー朝がオスマン帝国に敗北してタフマースプ2世が屈辱的な条件の講和を結ぶと、ナーディル・ハーンはタフマースプ2世を捕えて廃位した。彼はその息子アッバース3世を新たな王に即位させ、その摂政となりサファヴィー朝を支配した。
その後、ナーディル・ハーンはトルコやロシアと戦い、軍事的天才である彼は周辺諸国より優位に立ち、サファヴィー朝末期にイランの国力は急速に上がった。そして、1736年にナーディル・ハーンはアッバース3世から王位を簒奪してサファヴィー朝を廃し、「シャー」を名乗りナーディル・シャーとなり、新たにアフシャール朝を創始した。
18世紀にインドのムガル帝国が衰退していたのに対し、イランのほうでは勢力が回復しているのを見ると、両国は実に対照的であるといえる。

## 北インドへの侵攻

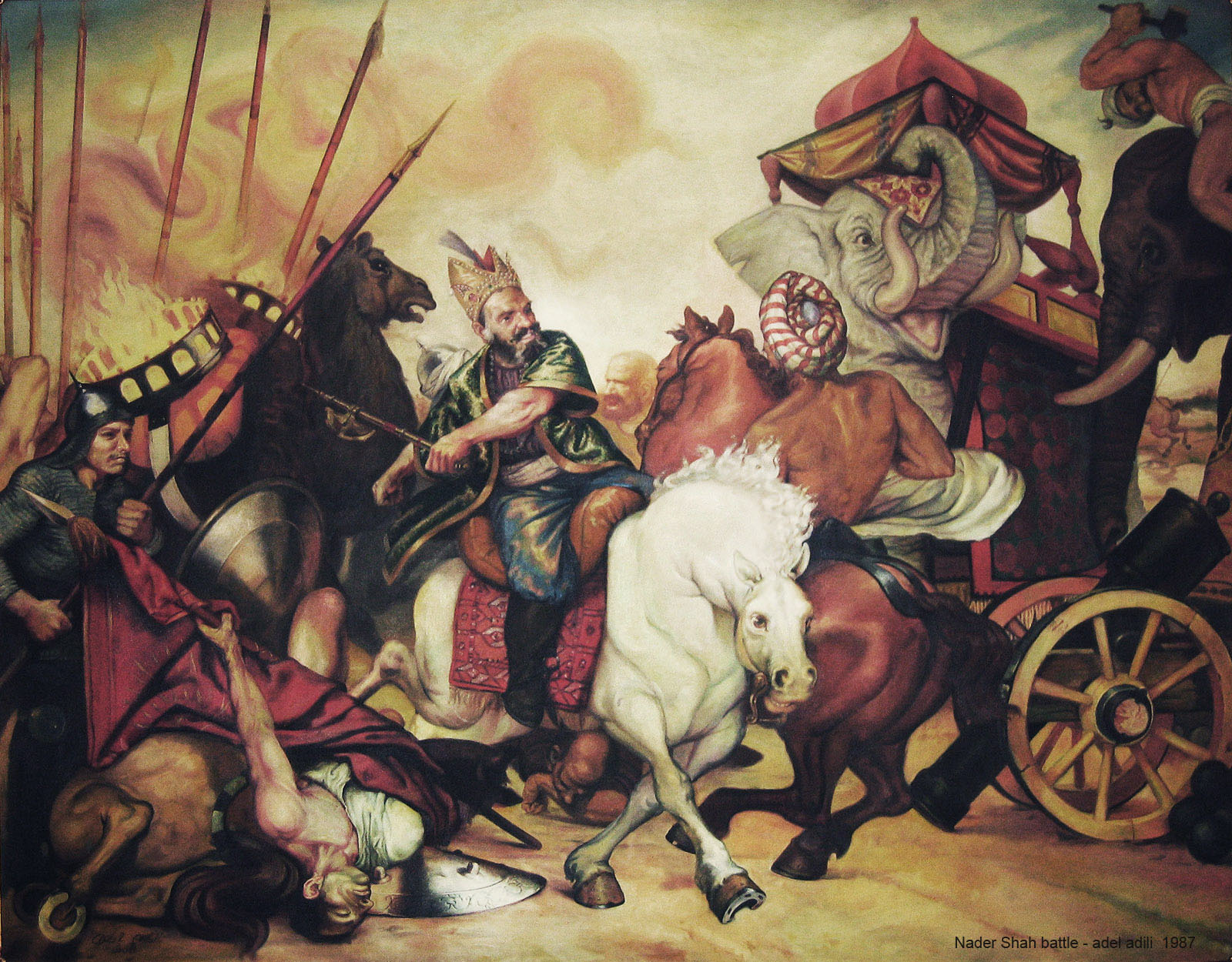
カルナールの戦いで帝国軍を打ち破るナーディル・シャー

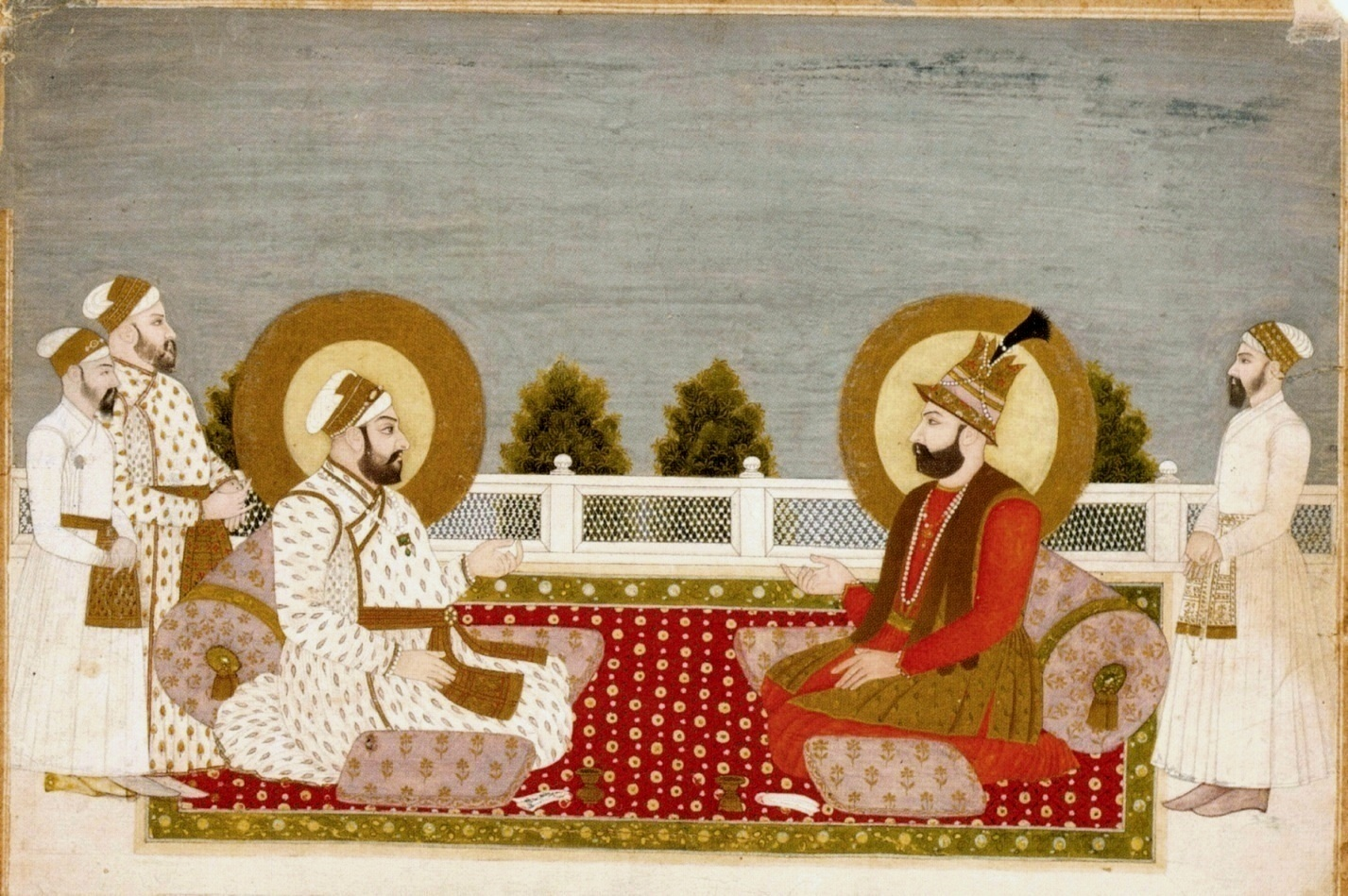
ナーディル・シャーと交渉するムハンマド・シャー（左）

その後、ナーディル・シャーはムガル帝国の富を求めて、1737年にアフガニスタンへと侵攻した。インドとの中継地アフガニスタンにおいては、サファヴィー朝の衰退で1720年代にアフガン系ギルザイ族が支配するなど、イランもアフガニスタンの支配権を失っていた。
同年4月、ナーディル・シャーはギルザイ族の支配していたカンダハールを包囲した。ナーディル・シャーはこの都市が正面攻撃のみで陥落させることはできないことをわかっていたので、町の周りにいくつかの砦を築きたばかり、ナーディラーバードと呼ばれる要塞に軍を駐屯させた。
また、カンダハール包囲戦と並行して、バンダレ・アッバースから東のバルーチスターンに向けて軍勢が出発し、ペルシア湾とマクラーン海岸に沿って行軍した。これは同地方を支配するカラートのハーンを服属させるためのものであった。
一年にわたる攻防戦の末、1738年3月12日にカンダハールを獲得した。カンダハールの陥落はギルザイ族によるアフガニスタン南東部支配の終焉を意味していた。
そして、ムガル帝国がアフガン人の統治を失敗したことを口実に帝国領へ侵攻した。両国のガズニーの南に画定されていた国境をイラン軍が越えたのは、1738年の初夏のことであった。
彼はアフガニスタンの主要都市カーブルを占領し、アフガニスタン全域を支配下に置いた。
1739年初頭、イラン軍は北西インドにまで侵入し、帝国はパンジャーブのラホールが占領されたときになって、ようやく大急ぎで防衛準備を始めた。だが、派閥争いをしていた貴族らは派閥争いをやめず、防衛の指揮系統や防衛方法すら合意に至らずにあいまいなまま、ムハンマド・シャーを連れて戦場に赴いた。彼ら貴族は相互に猜疑心と嫉妬心に駆られていた。
1739年2月24日、デリーから110キロの地点カルナールで、ムガル帝国の大軍はイラン軍に打ち破られ、帝国軍は主だった指揮官をはじめ、数万人の犠牲を払う大痛手を被った（カルナールの戦い）。そのため、2日後にムハンマド・シャーはナーディル・シャーと講和を結ぶことにし、自らその交渉にあたった。ただし、それは事実上の降伏であった。歴史家ムヒーリスはその時の状況をこう記している。
| 「 | 「ムハンマド・シャーは自らペルシアの天幕に赴き、（略）2人の距離が近づくと彼自身が進み出て、ペルシアとムガルの両宮廷で慣例となっている作法が忠実に行われた。2人の君主は互いに手を取り合って、謁見用の天幕に入ると、横並びに置かれた玉座に座った。6時間に及んだ交渉の末、礼儀や親善が忘れられることはなかった。」 | 」 |

### デリーにおけるイラン軍の蹂躙

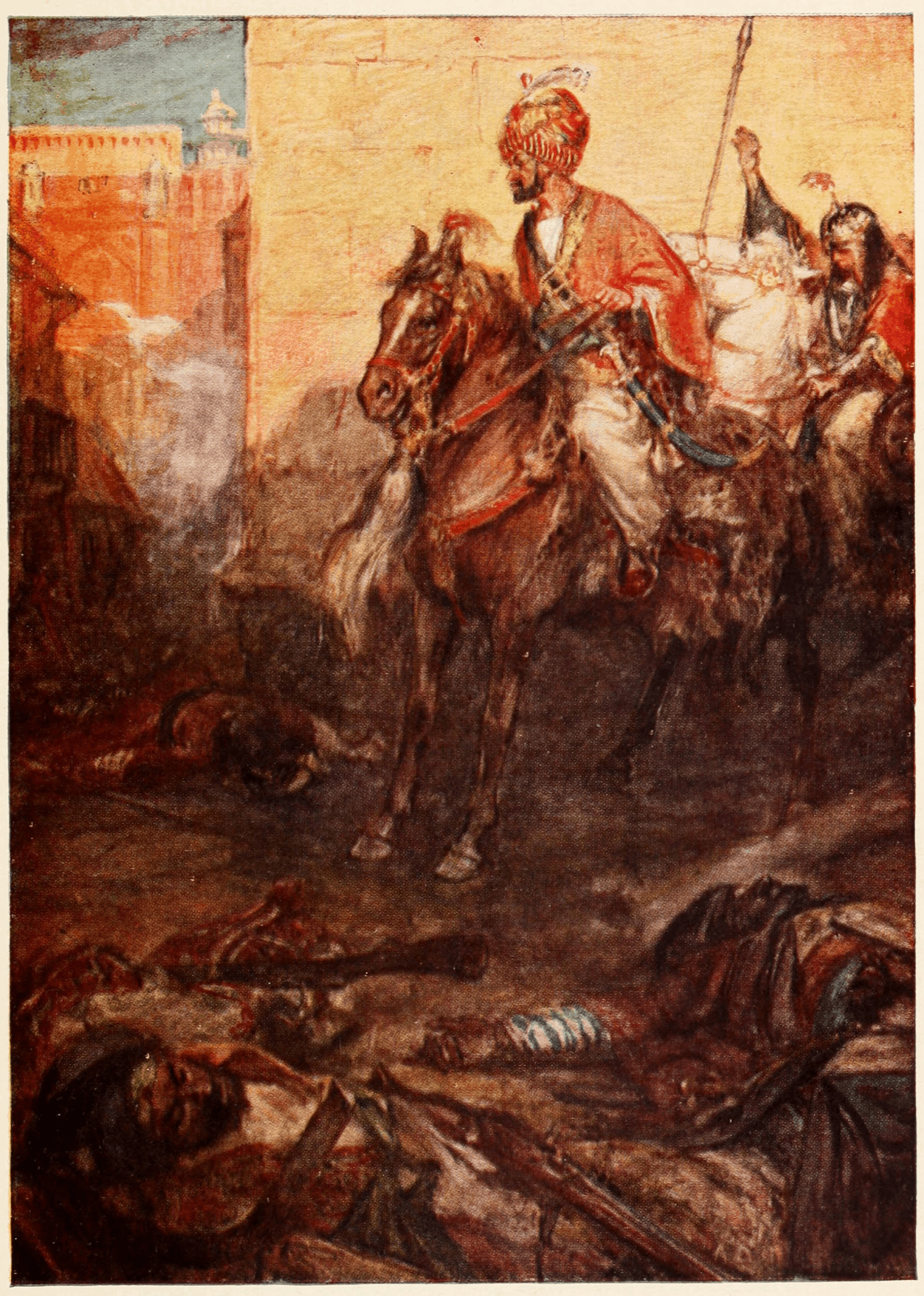
デリーを略奪・破壊したあと、それを見るナーディル・シャー

こうして、同年3月20日、ナーディル・シャーは軍とともにデリーへ入城し、デリーを占領した。だが、これに不服だったデリーの住人はムハンマド・シャーの意に反して、21日にイラン軍に反撃に出始め、ナーディル・シャーは軍に市民を皆殺しにするよう命じた。
この虐殺による死者は30,000人にも及んだとされ、イラン軍による殺戮、略奪、放火はすさまじく、デリーは無法地帯と化した。帝室の財産があるデリー城にも略奪が及び、宝物庫からはコーヒ・ヌール、ダリヤーイェ・ヌールのダイヤモンドなど、多数の財宝を運び出され、シャー・ジャハーンの「孔雀の玉座」も持ち出されてしまった（のち孔雀の玉座はイランで解体された）。また、主だった貴族からは献納金を徴収し、虐殺から辛うじて生き延びた市中の人々にも身代金が課せられた。
ナーディル・シャーはじつに略奪額7億ルピーに相当すると推定される戦利品を得たという。それは兵士に未払いの給料と6カ月分の給料に相当する特別手当の支払いを可能にし、イランにおいて3年間にわたる免税さえも可能にした。

### イラン軍の北インド撤退
その後、同年5月、ナーディル・シャーは皇帝ムハンマド・シャーにもはや戦意がないとわかると、彼はデリーから軍を撤退させることにし、その際にインダス川以西の帝国領を割譲させた。
こうして、5月16日にナーディル・シャーはは途方もなく莫大な戦利品とともにイランへと帰還し、ムハンマド・シャーは玉座に戻った。撤退後の首都デリーについてある文献はこう語る。
| 「 | 「長い間、通りには遺体が散乱していた。まるで、枯れた花や葉に覆われたように通庭園の小道のように。平原は辺り一面、火に焼きつくされた」 | 」 |

## 戦後
ナーディル・シャーの侵略はムガル帝国の権威を完全に失墜させ、行政機構と財政を破壊し、中央機構から統制はもはや不可能となった。宮廷の貴族らは落ちぶれ、自分らの失った財産を取り戻すために、領地の農民らに高額の小作料をかけたため、国土の経済水準すら下がるありさまだった。また、彼らは豊かなジャーギールと高位の官職をめぐり、これまで以上に熾烈な争いを繰り広げた。
また、ナーディル・シャーによるこの決定的な一撃は帝国の弱体化をあらゆる勢力にさらけ出し、デリーへの侵入を許すことになった。それはマラーターや外国の交易会社などである。
ナーディル・シャーのムガル帝国に対しての勝利は、莫大な富をイランにもたらしただけでなく、その後のオスマン帝国や北コーカサス、中央アジアへの長期遠征を可能とした。彼は帰還したのち、すぐさま中央アジアのブハラ・ハーン国、ヒヴァ・ハーン国への遠征に取り掛かった。